# Arnold Borret (1751-1839)
Arnold Eduard Aloysius Hubert Borret (Ravenstein, 26 mei 1751 - Reek, 26 april 1839) was een Nederlands geestelijke van de Rooms-Katholieke Kerk en apostolisch vicaris van Ravenstein en Megen. 

## Familie
Arnold Borret was een zoon van Huybrecht Borret, grafelijk rentmeester van het Land van Ravenstein, en Henriëtte van der Gheest. Zijn vader overleed toen hij één jaar oud was. Hij was een oom van de Nederlandse politicus en minister Eduard Joseph Hubert Borret.

## Levensloop
Borret studeerde in Luik en werd daar in 1774 tot priester gewijd. In 1784 werd hij pastoor van Herten, maar in 1798 weigerde hij voor het Franse gezag de Republikeinse Eed af te leggen. In 1801 werd hij pastoor van Echt, maar moest opnieuw vluchten.
Het sluiten van het concordaat van 15 juli 1801 gaf Borret de gelegenheid in 1803 een benoeming te aanvaarden als pastoor te Haren. In 1806 werd hij benoemd tot vicaris-generaal van de districten Ravenstein en Megen. Deze districten kenmerkten zich in de tijd van de Republiek der Nederlanden door godsdienstvrijheid omdat ze - hoewel in Brabant gelegen en omringd door gebied van de Republiek - eerst in het begin van de 19e eeuw na de overdracht van de Gecedeerde Landen deel gingen uitmaken van het departement Bataafs Brabant van het Bataafs Gemenebest.
In 1808 werd Borret pastoor van Reek en niet lang daarna deken. Op 12 juni 1831 werd hij benoemd tot apostolisch vicaris van Ravenstein en Megen.
In 1839 overleed Borret op 87-jarige leeftijd te Reek.

## Grafsteen

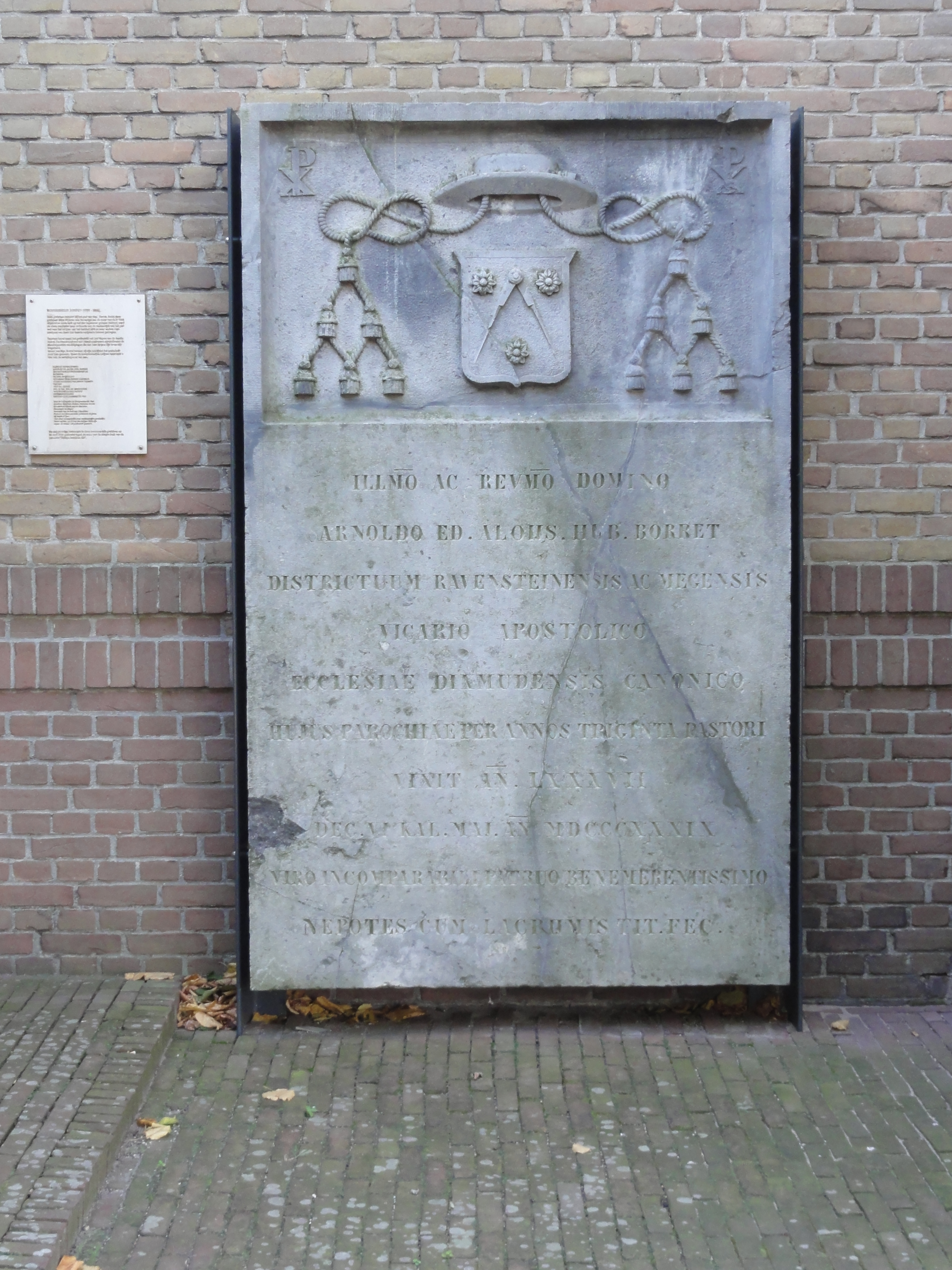

De grafsteen van Borret bevond zich oorspronkelijk naast de oude kerk van Reek, die echter in 1927 werd afgebroken. De nieuwe, huidige, kerk verrees iets verderop. De steen werd aanvankelijk op de begraafplaats, bij de andere priestergraven, geplaatst. In 2005 echter werd de steen gerestaureerd tegen de muur van de nieuwe kerk geplaatst.

## Dagboek
Gedurende de jaren 1772-1830 hield Borret een dagboek bij dat nauwgezet de gebeurtenissen tijdens de Franse tijd, vanuit zijn perspectief, vastlegde. Het planten van de vrijheidsboom omschreef hij als een "droeve plechtigheid" en ook vernam hij de "gruwelijkste godslasteringen" van Franse zijde. De beschrijvingen vormen een boeiend tijdsdocument van deze roerige periode.
- Biografisch Portaal: 32679418
- International Standard Name Identifier: 0000 0003 9404 1710
- Nederlandse Thesaurus van Auteursnamen: 073587400
- Virtual International Authority File: 288453910
- WorldCat: E39PBJfGRvXjV3vHv8WfGdTyh3